# 孙奇
孙奇（1930年—），男，辽宁昌图人，中华人民共和国政治人物。

## 生平
1961年，担任中共法库县委书记。1975年，任中共铁岭地委常委。1980年，任中共朝阳地委书记。1983年，升任辽宁省人民政府副省长。1985年，兼任中共辽宁省委常务副书记。1993年，当选辽宁省政协主席。

## 家庭
儿子是沈阳市市国家安全局局长，孙女孙洋，辽宁省国家安全厅干部（2012年前辽宁省司法厅干部）。